# 마이크로소프트 관리 콘솔
마이크로소프트 관리 콘솔(MMC, Microsoft Management Console)은 현대의 마이크로소프트 윈도우 운영 체제의 구성 요소이며, 시스템 관리자와 고급 사용자에게 유연한 인터페이스를 제공하여 시스템을 관리하고 구성할 수 있도록 도와준다. 대부분의 마이크로소프트 관리 도구는 윈도우 자체에 포함되어 있으며 윈도우 서버 시스템 제품은 MMC로 추가되어 있다. 서드파티 제품은 MSDN의 도움을 받아 저만의 MMC API를 사용한다.

## 일반 기능
가장 많이 쓰이는 MMC는 제어판의 관리 도구에 있는 "컴퓨터 관리"이다. 컴퓨터 관리는 실제로 MMC 기능들이 모인 곳이며, 장치 관리자, 디스크 조각 모음, 인터넷 정보 서비스, 디스크 관리, 이벤트 뷰어, 로컬 사용자 및 그룹, 공유 폴더 등의 도구를 포함하고 있다. 컴퓨터 관리는 다른 윈도우 컴퓨터와 함께 구성될 수 있으며 로컬 컴퓨터에서 사용자가 접근하려는 다른 컴퓨터를 감시하고 구성할 수 있게 도와준다.
다른 MMC 콘솔은 아래와 같다:
- 마이크로소프트 익스체인지 서버 관리 콘솔
- 액티브 디렉터리 사용자 및 그룹, 도메인 신뢰, 사이트 콘솔
- 그룹 정책 관리 - 윈도우 2000 이후 운영 체제에서 로컬 보안 정책 콘솔을 포함하고 있음
- 서비스 콘솔 - 윈도우 서비스 관리
- 성능 콘솔 - 시스템 성능 감시
- 이벤트 뷰어, 시스템 및 응용 프로그램 이벤트 감시

## 버전
- MMC 1.0 - 윈도우 NT 4.0 옵션 팩에 포함.
- MMC 1.1, SQL 서버 7.0, 시스템 매니지먼트 서버 2.0에 포함되어 있으며, 윈도우 9x/NT 버전용으로 내려 받아 사용할 수도 있음. 새로운 기능:
  - 기능 작업판
  - 마법사 스타일의 속성 시트
  - HTML 도움말 지원
- MMC 1.2 - 윈도우 2000에 포함. 새로운 기능:
  - 윈도우 인스톨러 및 그룹 정책 지원
  - 분류하여 보기
  - 목록을 텍스트 파일로 내보내기
  - 사용자 열 레이아웃 지속 (이를테면 너비, 순서, 보기, 정렬)
- MMC 2.0, - 윈도우 XP/윈도우 서버 2003. 새로운 기능:
  - 운영 체제 정의 시각 스타일
  - 자동화 객체 모델
  - 64 비트 기능
  - 콘솔 작업판
  - 보기 확장
  - 다중 언어 사용자 인터페이스 도움말 파일
- MMC 3.0 - 윈도우 서버 2003 R2 및 윈도우 비스타에 포함[1], 윈도우 XP/서버 2003용으로 사용할 수 있음. 새로운 기능:
  - 닷넷 프레임워크로 윈도우 폼 등의 기능 개발 지원
  - 기능 제작에 필요한 코드의 양을 줄임
  - 디버그 및 기능 개선
  - 사용자 인터페이스 모델 비동기화 (MMC 3.0 기능 전용)
  - DEP는 강제로 사용됨.[2]

## 같이 보기
- 마이크로소프트 윈도우
- 윈도우 파워셸
- 긴급 관리 서비스 (EMS)

## 참조
1. ↑  “Download details: Windows XP Service Pack 3 Overview”. 2008년 5월 6일에 원본 문서에서 보존된 문서. 2007년 12월 24일에 확인함.
2. ↑  “MMC 3.0 snap-ins must be DEP aware”. 2008년 4월 21일에 원본 문서에서 보존된 문서. 2007년 12월 24일에 확인함.